# Кирея
Кире́я, (тур. kerege (käräγä, kereke), від ker- — «розтягати»), заст. ко́рзно — верхній одяг до п'ят, зроблений зі шкіри, сукна чи вовни, без рукавів, з хутряним коміром або з відлогою. Кирея нагадує плащ, але виготовлялася переважно із сукна, тому намокала. Її носили не так «на ногах», як вдягали, сідаючи на коня чи на віз.

## Кирея в історії
Кирея була ознакою заможності, певного соціального стану. У козацьку добу її носила старшина, зокрема й гетьман, накидаючи на жупан.
Кирея  міщанина була з гранатового чи попелястого сукна. Киреї — одяг без стану, інколи з рукавами, були кармазинові, підбиті вовчим хутром. Теж саме вбрання означала і опонча тієї ж самої барви. Шляхта носила опончі підшиті адамаском та блакитним атласом з відлогою для накривання голови від дощу чи куряви в подорожі.
Міщани малих містечок носили опончу також в подорожі та до срою. Кирея чи опонча була одягом міщан та шляхти. Шляхтичів розрізняли по шаблі, а міщани носили палицю. Киреї дрібної шляхти та міщан не були підшиті вовчим хутром, а червоною чи зеленою байкою і зверху їх покривали гранатовим чи попелястим сукном.
Делія  нічим не відрізнялась від киреї, тільки була втята в стані. Тоді ж і змінився крій опончі, її також почали втинати в стані. В опончі без стану не заходили в приміщення, а в опончі зі станом годилося заходити також і в приміщення.

## У літературі
| А із яру в киреї козачій Хтось крадеться... | (Тарас Шевченко, Гайдамаки [Архівовано 9 Лютого 2012 у Wayback Machine.])
| І шабля й булава з бунчуками, і горностаєва кирея поляжуть колись із мертвими кістками. | (Пантелеймон Куліш)
| Я дав своїй пісні кирею, Рясним гаптуванням укриту, Героями міфів розшиту, А дурні вхопились за неї. В нестямі, дивній тривозі І стали на себе тягти. Віддай же їм, пісне, кирею, Не бійся - зостанься без неї І гола собі по дорозі Іди до своєї мети. |(Вільям Батлер Єйтс, «Кирея») Перекладач: В.Коптілов.

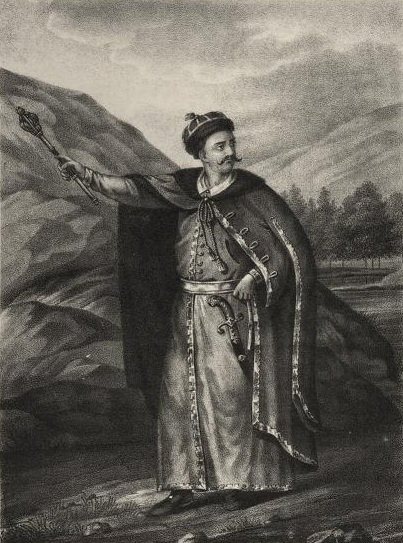
Делія
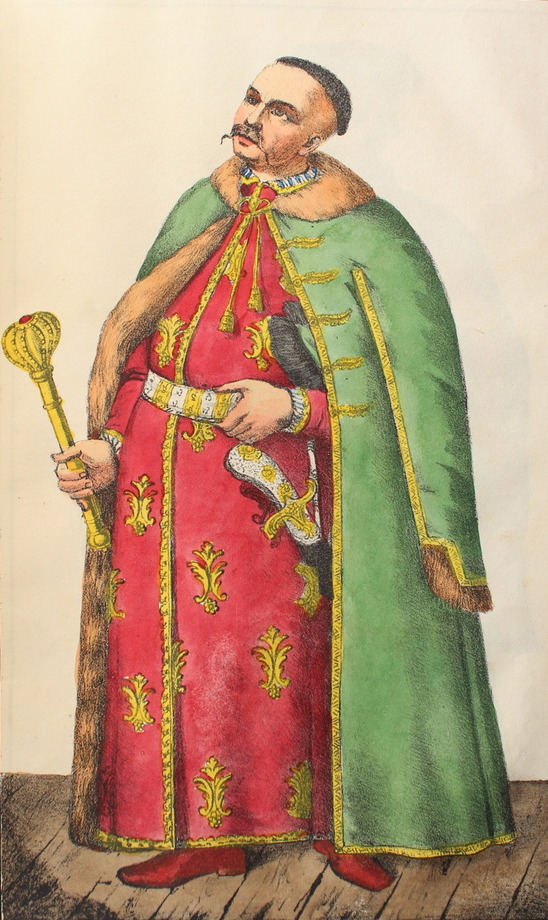
Делія
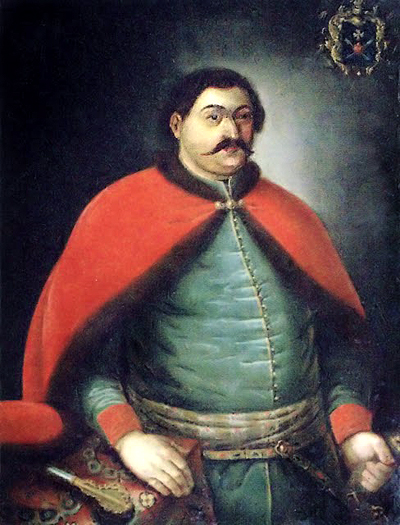
Полуботок в киреї
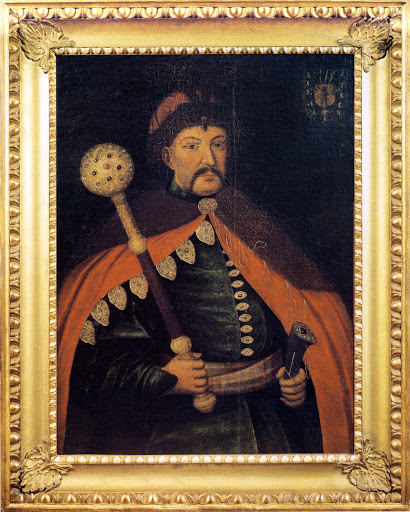
Зеновій Богдан Хмельницький  в киреї